# Ikuno
Ikuno o Ikuno-ku (生野区) és un dels 24 districtes de la ciutat d'Osaka, a la prefectura d'Osaka, Japó.

## Geografia
Ikuno es troba a la banda més oriental de la ciutat d'Osaka i limita a l'est amb el municipi de Higashiōsaka i amb els districtes de Higashinari al nord; Tennōji a l'oest i Abeno, Higashi-Sumiyoshi i Hirano al sud.
El districte presenta l'estructura comuna d'un petit poble comercial d'abans de la guerra, els seus carrers estrets amb una alta concentració d'habitatges, tallers i botigues fan que la comunicació i el sentiment de germanor siga fort entre els seus habitants.
Darrerament s'estan començant a elaborar alguns projectes per tal de millorar la imatge del districte així com fer d'ell una area residencial agradable en perfecta combinació amb la tradició urbana i botiguera de la zona. A la part meridional d'Ikuno s'han començat a construir nous blocs d'apartaments per als antics residents, així com algunes places. També està previst un pla d'urbanització total de la zona on es construirien camins urbans i parcs. Els habitants del barri de Tsuruhashi van organitzar el "Comitè de Desenvolupament de la Nova Ciutat", el qual ha estat seguit amb la fundació de l'Associació de Reurbanització del Nou Tsuruhashi; ambdues organitzacions han servit d'estimul per a la preocupació i el treball dels ciutadans en el seu barri.

### Barris
Els barris del districte d'Ikuno són els següents:
- Ikuno-Higashi (生野東)
- Ikuno-Nishi (生野西)
- Katsuyama-Minami (勝山南)
- Katsuyama-Kita (勝山北)
- Shariji (舎利寺)
- Shōji (小路)
- Shōji-Higashi (小路東)
- Shin-Imazato (新今里)
- Tajima (田島)
- Tatsumi-Naka (巽中)
- Tatsumi-Higashi (巽東)
- Tatsumi-Nishi (巽西)
- Tatsumi-Minami (巽南)
- Tatsumi-Kita (巽北)
- Tsuruhashi (鶴橋)
- Nakagawa (中川)
- Nakagawa-Higashi (中川東)
- Nakagawa-Nishi (中川西)
- Hayashiji (林寺)
- Momodani (桃谷)

## Història
El 1899, fruit de la nova llei de municipis i amb la fusió de diverses aldees, es va fundar el municipi d'Ikuno. El 1925 part del municipi s'uneix com a districte a la ciutat d'Osaka, repartint-se entre els districtes d'Ikuno, Higashinari i Tennōji.

## Població
En població i densitat, aquest districte és el sisé de tota la ciutat d'Osaka, tot i que la població està baixant poc a poc. També és el districte d'Osaka amb més població estrangera i amb més població de la tercera edat; com a resultat d'això, el districte disposa de diversos centres d'atenció per a la població de la tercera edat i minusvalida.
| 1920  | 2019    |
| ----- | ------- |
| 8.446 | 129.675 |

### Llar delsZainichicoreans
Molts dels milers de coreans ètnics que viuen a Osaka, són d'aquest districte. En especial, al barri de Tsuruhashi és ben coneguda pel seu nombre de residents coreans. Moltes families d'ascendència coreana han viscut en aquest lloc des de fa molt de temps, des d'abans de la Segona Guerra Mundial. És per això que aquesta zona també és coneguda pels seus negocis de restauració de yakiniku, també anoment barbacoa coreana. A Tòquio, al districte de Shinjuku, també existeix una zona amb forta presència de residents coreans: Shin-Ōkubo.

## Transport
- Metro d'Osaka
- Ferrocarril Kintetsu
- Companyia de Ferrocarrils del Japó Occidental (JR West)

## Gent popular
La mare de Kim Jong Un va nàixer a aquest districte.
- Keigo Higashino, escriptor de novel·les de misteri.